# 邱品蒨
邱品蒨（1999年5月15日—），高雄人，臺灣女子羽毛球運動員，台電羽球隊成員。

## 簡歷
邱品蒨小學加入高雄前鎮民權國小羽球隊，後就讀國昌國中、左營高中、國立體育大學；在2017年第二次全國排名賽取得女子單打乙組第二名，獲得甲組球員資格。
2022年5月，在全國大學運動會奪得女子單打金牌。10月，於雪梨國際賽女單、女雙項目晉級四強。11月，邱品蒨在馬來西亞國際系列賽女子單打準決賽擊敗中國選手陈鲁，首次晉級國際賽決賽；最終於決賽以10－21、16－21不敵另一位中國選手高昉洁。
2023年9月，邱品蒨在超級100印尼棉蘭大師賽女單四強擊敗日本新秀宮崎友花，首度晉級世界羽聯世界巡迴賽決賽，最終在決賽以15－21、19－21不敵地主選手埃斯特·努鲁米·特里·瓦多约。兩周後，在同樣為超級100級別的高雄大師賽準決賽不敵日本的郡司莉子。

### 2024年：排名賽奪冠、台北公開賽四強
2024年3月，邱品蒨在中國瑞昌大師賽女單以四強擊敗戴望，生涯第二度躋身超級100級別決賽，在決賽中則以1比2（14-21、21-14、13-21）不敵杉山薫，再次無緣奪冠。該年8月，於中華民國第二次全國羽球排名賽奪下生涯首座排名賽冠軍，並憑此在9月首度進入代表隊訓練。
9月，邱品蒨在剛加入代表隊後即參加台北羽球公開賽，並連過宋碩芸、勞倫·林，在八強以15-21、21-19、21-16逆轉日本的仁平菜月，成為當屆唯一晉級女單四強的地主選手，最終她在四強賽面對印尼選手P·K·瓦尔达尼時以21-16先勝一局之下，再以16-21、11-21遭到對手逆轉。

## 主要比賽成績
只列出曾進入準決賽的國際賽事成績：
| 年份   | 賽事                     | 公開賽級別 | 項目     | 搭檔   | 成績   |
| ------ | ------------------------ | ---------- | -------- | ------ | ------ |
| 2022年 | 雪梨羽毛球國際賽         | 國際系列賽 | 女子單打 | －     | 準決賽 |
| 2022年 | 雪梨羽毛球國際賽         | 國際系列賽 | 女子雙打 | 江依樺 | 準決賽 |
| 2022年 | 馬來西亞羽毛球國際系列賽 | 國際系列賽 | 女子單打 | －     | 亞軍   |
| 2023年 | 斯洛文尼亞羽毛球公開賽   | 國際挑戰賽 | 女子雙打 | 董秋彤 | 準決賽 |
| 2023年 | 北馬里亞納羽毛球公開賽   | 國際挑戰賽 | 女子雙打 | 董秋彤 | 準決賽 |
| 2023年 | 印尼棉蘭羽毛球大師賽     | 超級100賽  | 女子單打 | －     | 亞軍   |
| 2023年 | 高雄羽球大師賽           | 超級100賽  | 女子單打 | －     | 準決賽 |
| 2023年 | 馬來西亞羽毛球國際挑戰賽 | 國際挑戰賽 | 女子雙打 | 董秋彤 | 準決賽 |
| 2024年 | 中國瑞昌羽毛球大師賽     | 超級100賽  | 女子單打 | －     | 亞軍   |
| 2024年 | 台北羽球公開賽           | 超級300賽  | 女子單打 | －     | 準決賽 |
| 2024年 | 澳門羽球公開賽           | 超級300賽  | 女子單打 | －     | 準決賽 |
| 2024年 | 韓國羽毛球大師賽         | 超級300賽  | 女子單打 | －     | 準決賽 |

| 2018-2026年 | 總決賽 | 超級1000賽 | 超級750賽 | 超級500賽 | 超級300賽 | 超級100賽 | 國際挑戰賽 | 國際系列賽 | 未來系列賽 | 其他 |

## 外部連結
- 邱品蒨在世界羽球聯盟的登錄資料